# Distrito arqueológico de Rock Creek
El distrito arqueológico de Rock Creek es un conjunto de yacimientos arqueológicos ubicado cerca de Maud, Alabama, Estados Unidos.

## Descripción
Los sitios contienen restos de los períodos Arcaico, Formacional del Golfo, Bosques y Mississippi. Uno de los sitios, ACt 44, muestra evidencia de dos viviendas principales, un campamento de caza del período Arcaico tardío (4000-2000 a. C.) y una aldea agrícola del Misisipio tardío (1400-1600 d. C.), aunque se han conservado cerámicas y puntas de flecha de otras épocas también se ha recuperado. La mayoría de los artefactos del otro sitio, ACt 45, datan del período de la Formación del Golfo (1200–400 a. C.). Los sitios fueron descubiertos por el arqueólogo al Servicio de Parques Nacionales, A. Wayne Prokopetz en 1975, y Christopher E. Hamilton completó importantes estudios en 1977 y por investigadores de la Universidad de Memphis. El distrito fue incluido en el Registro Nacional de Lugares Históricos en 1990.